# Magdalena Stysiak
Magdalena Stysiak (Turów, 3 dicembre 2000) è una pallavolista polacca, opposto dell'Eczacıbaşı.

## Caratteristiche tecniche
Gioca principalmente nel ruolo di opposto, disimpegnandosi occasionalmente in quello di schiacciatrice.

## Carriera

### Club
La carriera di Magdalena Stysiak inizia nel 2014 quando entra nel Siatkarz Wieluń, mentre nel 2015 è nella formazione federale dello SMS PZPS Szczyrk, impegnato in I liga. Nella stagione 2016-17 viene ingaggiata dal Chemik Police, debuttando in Liga Siatkówki Kobiet.
Dopo un'annata in prestito alla squadra giovanile del SMS Police, fa ritorno al Chemik Police per il campionato 2018-19, ma a metà annata passa al Budowlani Łódź, sempre nella massima divisione. Nella stagione 2019-20 si trasferisce in Italia per vestire la maglia della Savino Del Bene, in Serie A1: dopo un biennio col club di  Scandicci, nell'annata 2021-22 approda alla Pro Victoria, sempre nella massima divisione italiana.
Dopo un biennio con le brianzole, nel campionato 2023-24 si trasferisce in Turchia, dove partecipa alla Sultanlar Ligi con il Fenerbahçe, trionfando una volta in Coppa di Turchia e aggiudicandosi uno scudetto e una Supercoppa turca. Nella stagione 2025-26, pur restando nella massima divisione turca, approda all'Eczacıbaşı.

### Nazionale
Nel 2015 debutta sia nella nazionale polacca Under-18 che in quella Under-20, ottenendo convocazioni, in entrambi i casi, fino al 2017. Nel 2018 è nella nazionale Under-19, con cui vince la medaglia di bronzo al campionato europeo, guadagnando anche il riconoscimento di miglior opposto del torneo.
Nel 2019 ottiene le prime convocazioni nella nazionale maggiore. Nel 2023 conquista la medaglia di bronzo alla Volleyball Nations League, ottenuta anche nelle edizioni 2024 e 2025.

## Palmarès

### Club
- Campionato turco: 1

2023-24
- Coppa di Turchia: 1

2023-24
- Supercoppa turca: 1

2024

### Nazionale (competizioni minori)
- Montreux Volley Masters 2019
- Campionato europeo under 19 2018

### Premi individuali
- 2018 - Campionato europeo under 19: Miglior opposto
- 2020 - Qualificazioni europee ai Giochi della XXXII Olimpiade: Miglior schiacciatrice
- 2023 - Campionato europeo: Miglior schiacciatrice